# Eemsnoer
Het Eemsnoer is een samenwerkingsverband van uiteenlopende partners in de gemeenten die aan de Eem liggen in de provincie Utrecht. 
Doelstelling van het Eemsnoer is om het landschap en cultureel erfgoed van de verschillende gemeenten in het gebied met elkaar te promoten. Door samenwerken worden de waarden van het cultuurlandschap van het Eemland als ‘museum zonder muren’ voor een breed publiek ontsloten.
Eemsnoer is ontwikkeld naar voorbeeld van het Vechtsnoer, een samenwerkingsverband van gemeenten aan de Utrechtse Vecht. Landschap Erfgoed Utrecht (LEU) lokale instellingen en vrijwilligergroepen uit de gemeenten Baarn, Soest, Amersfoort, Eemnes en Bunschoten-Spakenburg werken bij het Eemsnoer coöperatief samen. De deelnemers aan het Eemsnoer verwijzen bezoekers van de ene naar de andere plek, zodat afzonderlijke elementen van het Eemgebied worden versterkt. Hierbij wordt zoveel mogelijk aansluiting en samenwerking gezocht met gelijkgestemde partijen, met behoud van eigen identiteit.
Ook worden wandel- en fietsroutes door het gebied ontwikkeld door bestaande routes aaneen te rijgen tot een samenhangend geheel. Op 24 september 2014 werd het startschot gegeven door de participerende gemeenten bij De Kleine Melm aan de Eem in Soest.